# Дуглас (округ, Канзас)

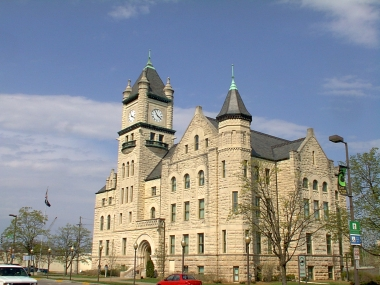
Здание окружного суда в городе Лоренс

Ду́глас (англ. Douglas County) — округ в штате Канзас, США. Официально образован 25 августа 1855 года. Получил своё название в честь американского политического деятеля Стивена Дугласа. По состоянию на 2012 год, численность населения составляла 112 864 человека.

## География
По данным Бюро переписи США, общая площадь округа равняется 1 228,879 км2, из которых 1 183,294 км2 суша и 45,584 км2 или 3,710 % это водоёмы.

## Население
По данным переписи населения 2000 года в округе проживает 99 962 жителей в составе 38 486 домашних хозяйств и 21 167 семей. Плотность населения составляет 84,00 человек на км2. На территории округа насчитывается 40 250 жилых строений, при плотности застройки около 34-х строений на км2. Расовый состав населения: белые — 86,10 %, афроамериканцы — 4,20 %, коренные американцы (индейцы) — 2,60 %, азиаты — 3,10 %, гавайцы — 0,10 %, представители других рас — 1,20 %, представители двух или более рас — 2,70 %. Испаноязычные составляли 3,30 % населения независимо от расы.
В составе 27,40 % из общего числа домашних хозяйств проживают дети в возрасте до 18 лет, 43,10 % домашних хозяйств представляют собой супружеские пары проживающие вместе, 8,50 % домашних хозяйств представляют собой одиноких женщин без супруга, 45,00 % домашних хозяйств не имеют отношения к семьям, 28,50 % домашних хозяйств состоят из одного человека, 5,80 % домашних хозяйств состоят из престарелых (65 лет и старше), проживающих в одиночестве. Средний размер домашнего хозяйства составляет 2,37 человека, и средний размер семьи 2,97 человека.
Возрастной состав округа: 20,40 % моложе 18 лет, 26,40 % от 18 до 24, 28,30 % от 25 до 44, 16,90 % от 45 до 64 и 16,90 % от 65 и старше. Средний возраст жителя округа 27 лет. На каждые 100 женщин приходится 98,70 мужчин. На каждые 100 женщин старше 18 лет приходится 97,70 мужчин.
Средний доход на домохозяйств в округе составлял 37 547 USD, на семью — 53 991 USD. Среднестатистический заработок мужчины был 35 577 USD против 27 225 USD для женщины. Доход на душу населения составлял 19 952 USD. Около 6,20 % семей и 15,90 % общего населения находились ниже черты бедности, в том числе — 9,00 % молодёжи (тех, кому ещё не исполнилось 18 лет) и 7,30 % тех, кому было уже больше 65 лет.